# Аскона (компания)
«Аскона» — российская компания, крупнейший в России вертикально-интегрированный производитель и ритейлер ортопедических матрацев и товаров для сна. Производственные мощности компании находятся в Коврове (Владимирская область), Владимире и Новосибирске. Основана в 1990 году, c 2025 года полностью перешла под контроль основателя Владимира Седова.

## История
Компания основана в 1990 году Владимиром Седовым, название торговой марки выбрано в честь города Аскона в Швейцарии. В начале 1990-х годов Седов начал поставлять мебельным комбинатам матрацы, выпущенные по конверсии судостроительным заводом. В 1994 году было открыто два мебельных салона в городе Ковров Владимирской области. В 1998 году открыто собственное производство матрацев в Коврове.
В 2003 году заключён контракт со шведской корпорацией IKEA на поставку матрацев, в том же году открыт первый собственный розничный салон матрацев во Владимире. В 2004 году был начат выпуск интерьерных кроватей и оснований для матрацев, а в 2005 году открыто производство аксессуаров для сна. В 2005 году новая фабрика была построена в Новосибирске, и в этом же году компания вышла на мощность производства 1000 матрацев в день.
В 2006 году компания выпустила миллионный по счёту матрац, а также совместно с академиком Валентином Дикулем создала серию анатомических матрацев Mediflex.
16 декабря 2006 года в результате пожара сгорело все производство «Асконы» в Коврове, которое было вновь восстановлено.
В 2006 году компания подписала лицензионное соглашение на право производства и продажи матрацев американского бренда King Koil, в 2007 году — лицензию на производство матрацев под маркой американской компании Serta.
С 2009 года в сеть гипермаркетов «Ашан» поставляются матрацы под маркой «Гора матрасов».
В 2010 году Владимир Седов продал 51 % своих акций шведской корпорации Hilding Anders. В том же году в рамках компании была открыта первая в России Лаборатория контроля качества, тестирующая новые модели матрацев и мягкой мебели по европейским стандартам[значимость факта?].
В 2025 году Владимир Седов вернул себе 100% владение акциями компании, и "Аскона" снова перешла под его контроль.
Представительства компании есть в Казахстане, Узбекистане, Беларуси. Магазины Askona присутствуют и за пределами СНГ: в Латвии, Сербии, Эстонии, Румынии и на Кипре .
В 2016 году Аскона открыла производство собственной корпусной мебели.
В июле 2019 года компания представила на рынок инновационный формат "умной спальни".

## Руководство
Основатель и глава совета директоров (по состоянию на 2023 год) — Владимир Седов
Генеральный директор (по состоянию на декабрь 2023 года) — Александр Манёнок